# Karim Ouellet
Pour les articles homonymes, voir Ouellet.
Karim Ouellet né le 8 décembre 1984 à Dakar et mort le 15 novembre 2021 à Québec est un chanteur de reggae et de soul, auteur-compositeur-interprète et guitariste sénégalo-canadien.
Karim Ouellet est le porte-étendard d’une musique pop aux influences soul, reggae, folk et électro. Son flegme, sa voix feutrée et ses refrains accrocheurs font de lui un artiste singulier.
À partir de 2007, il multiplie les collaborations avec des artistes de la ville de Québec (CEA, Webster, Limoilou Starz) et fait partie du collectif Movèzerbe. En parallèle, il met la table à une carrière solo en participant au projet 5 fois 5 au Théâtre Petit Champlain, vitrine sur la jeune relève artistique québécoise et se rend aux Francofolies de La Rochelle. C’est en 2009 qu’il participe au Festival international de la chanson de Granby. Il y fait très bonne figure en se hissant à l’étape finale. Dès son premier album en 2011 (Plume), Karim Ouellet attire les regards du public et de l’industrie. Il récolte le prix de l’Album pop de l’année au Gala Alternatif de la Musique Indépendante du Québec récompensant l’excellence dans le milieu de la musique indépendante. Son premier succès L’Amour tiré de l’album Fox survient en 2012 et lui vaut une première reconnaissance du grand public. Les chansons Rien ne sert de courir, Fox et Karim et le loup lui ont valu plusieurs nominations et prix.

## Enfance et début de carrière
Cette section ne s'appuie pas, ou pas assez, sur des sources secondaires ou tertiaires indépendantes du sujet. Le texte peut contenir des analyses inexactes ou inédites de sources primaires.
Pour l'améliorer, ajoutez-en, ou placez des modèles {{Source secondaire souhaitée}} ou {{Source secondaire nécessaire}} sur les passages mal sourcés. (août 2025)
À quelques mois à peine, Karim est adopté par un couple québécois. Sa sœur, adoptée aussi par les mêmes parents, est la rappeuse Sarahmée. Son père étant diplomate, il parcourt la planète et pose ses valises au Rwanda, en France, au Sénégal et en Tunisie avant de s’installer, en 2002, dans le quartier Montcalm, à Québec. Sa mère joue de la kora (instrument traditionnel africain) et sa jeunesse est bercée par la musique. Très jeune, il commence timidement à tâter quelques instruments (piano, percussions, guitare). Il se souvient d’avoir écrit sa première chanson à l’âge de sept ans.  

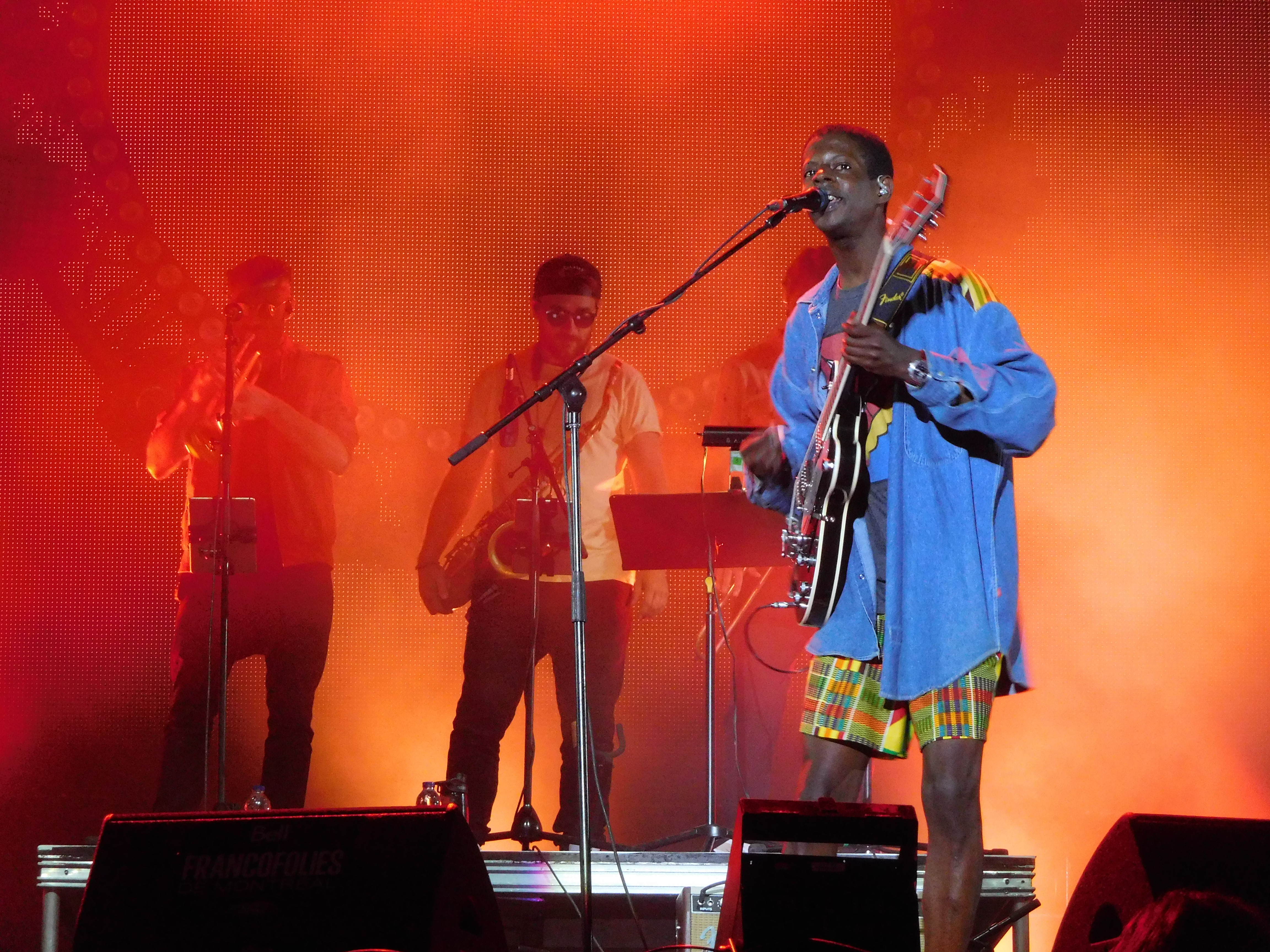
Karim Ouellet sur scène au festival de musique FrancoFolies de Montréal, le 16 juin 2017

Néanmoins, c’est à l’adolescence que l’engouement pour la musique devient sérieux. Il découvre la guitare électrique par le biais d’un ami et s’applique à affiner son jeu en pratiquant durant plusieurs heures et en jouant avec des groupes locaux. Il débute avec des chansons de Nirvana puisque ce sont des airs qui se jouent et s’apprennent facilement.  
Il est très tôt associé au quartier Limoilou de la ville de Québec, même s’il n’y réside pas, puisque ses premières collaborations sont avec des artistes du secteur de la basse-ville. Il y rencontre Claude Bégin (Accrophone, puis Alaclair Ensemble) au milieu des années 2000, qui devient son ami et partenaire à l’écriture comme à la musique pour ses trois premiers albums.

## Décès et circonstances
Karim Ouellet est retrouvé mort au studio de musique L'Unisson situé dans le quartier Saint-Roch de Québec, peu avant 22 heures, le 17 janvier 2022. La conclusion de la coroner précise que le décès serait survenu à la suite d'une acidocétose diabétique et que les analyses sanguines révèlent la présence de métamphétamines dans son organisme,. La coroner précise aussi qu'il consommait de la cocaïne depuis environ 2019 et que cette dépendance lui aurait fait négliger ses prises d'insuline.
Découvert en état de momification dans son studio de la basse-ville de Québec le 17 janvier 2022, Karim Ouellet serait déjà décédé depuis plus de 60 jours, soit vers le 15 novembre 2021, selon le rapport de la coroner Sophie Régnière. Selon les informations obtenues de la coroner, l’artiste aurait d’abord été retrouvé inconscient le 31 octobre 2021. Il aurait été admis à l’urgence de l'hôpital avec « une hypoglycémie sévère et en état d’intoxication ». Karim Ouellet a toutefois signé un refus de traitement et il a quitté l’hôpital le jour même. « M. Ouellet est décédé d’une acidocétose diabétique dans un contexte de consommation de méthamphétamine », a conclu la coroner Sophie Régnière. L’acidocétose diabétique, si elle n’est pas traitée, conduit à un déséquilibre électrolytique et éventuellement à un coma, qui entraîne le décès en quelques heures. 
Lors de son hospitalisation en mai 2020, un diagnostic de troubles de comportement sévère en lien avec son trouble de l’usage de substance avait été posé ainsi que de psychose toxique probable, ce qui désigne une psychose induite par la consommation de drogues.
Le 4 janvier 2022, un membre de la famille de Karim Ouellet a contacté le propriétaire du studio de musique L'Unisson afin de demander des nouvelles; le propriétaire a fait des vérifications et il a noté que celui-ci n'avait pas payé son loyer des deux derniers mois, sans s'inquiéter davantage, peut-on lire dans le rapport. Le 17 janvier, vers 21 h 45, le propriétaire a finalement contacté le 911 à la suite de plaintes d'autres locataires pour odeur nauséabonde. Il a alors fait le lien entre les loyers impayés et les plaintes reçues et «il a craint le pire, connaissant l'état de santé de M. Ouellet». La police, accompagnés des ambulanciers, sont arrivés quelques minutes plus tard. Ils sont entrés dans le studio, puisque la porte était déverrouillée. Ils ont trouvé Karim Ouellet qui gisait au sol, sur le dos.

## Discographie
Cette section ne s'appuie pas, ou pas assez, sur des sources secondaires ou tertiaires indépendantes du sujet. Le texte peut contenir des analyses inexactes ou inédites de sources primaires.
Pour l'améliorer, ajoutez-en, ou placez des modèles {{Source secondaire souhaitée}} ou {{Source secondaire nécessaire}} sur les passages mal sourcés. (août 2025)

### Plume(2011)
Le titre de ce premier album est un clin d’œil assumé à la chanson Flume de la formation Bon Iver. Plume est un disque sur l’amour, sous toutes ses déclinaisons. Avec celui-ci, Karim Ouellet arrive où personne ne l’attend. En effet, une suite logique de son parcours musical avec Movèzerbe aurait prédit une mouture hip-hop, mais non. 
Ses textes se font le miroir de son chagrin. La musique est un hybride de pop feutré, de folk et d’électro. Après tout est le premier simple duquel un clip a été tiré. Ce premier essai lui donne l’occasion de mettre en scène son matériel. En 2011, il est invité au Festival international d’été de Québec, il participe à Envol et Macadam (un festival de musiques alternatives qui contribue à faire connaître les artistes de la relève), à Première Ovation (et à son tout nouveau festival Relève en Capitale), aux FrancoFolies de Montréal ainsi qu’au Festival de la chanson de Tadoussac en plus d’être parmi les finalistes des Francouvertes.

### Fox(2012)
L’album Fox paraît le 27 novembre 2012. Le tube « L’amour » occupe le sommet du grand palmarès BDS francophone, devant Marie-Mai, Sylvain Cossette et Céline Dion. Fox, c’est aussi l’album de la consécration pour Karim Ouellet : Révélation Radio-Canada 2012-2013 (chanson), Prix Félix-Leclerc de la chanson en 2013 pour sa pièce « L'amour» et Album francophone de l’année aux prix Juno	en 2014. M et Stromae tombent aussi sous son charme et lui offrent de faire la première partie de leurs spectacles respectifs. Avec Fox, le chanteur ne récolte pas moins de cinq nominations pour des prix Félix	à l’ADISQ.
À propos du grand succès de Fox qui crée un pont entre le milieu alternatif et les radios commerciales, il dit s’inspirer de l’artiste acadienne Lisa LeBlanc :
« Elle fait quelque chose de très personnel, dans un état d’esprit à 100 % libre. Grâce à une chanson en particulier, elle est passée de l’autre côté. Aux yeux de certains, ça enlève un peu d’exclusivité à la chanson, que tout le monde s’est un peu appropriée. Mais son album demeure une œuvre personnelle, qui n’a pas été pensée en fonction d’une stratégie commerciale ou d’un format… Moi j’appelle ça de la « musique démocratique ». »

### Trente(2016)
L'album Trente, troisième album de Karim Ouellet, sort le 11 mars 2016.

## Lauréats et nominations

### Gala de l'ADISQ

#### Artistique
| Année | Catégorie                                                         | Pour          | Résultat   |
| ----- | ----------------------------------------------------------------- | ------------- | ---------- |
| 2013  | album de l'année - choix de la critique                           | Fox           | nomination |
| 2013  | album de l'année - pop                                            | Fox           | nomination |
| 2013  | chanson populaire de l'année                                      | L'amour       | nomination |
| 2013  | interprète masculin de l'année                                    | Karim Ouellet | nomination |
| 2014  | artiste québécois de l'année s'étant le plus illustré hors Québec | Karim Ouellet | nomination |
| 2014  | chanson de l'année                                                | Marie-Jo      | nomination |
| 2016  | album de l'année - pop                                            | Trente        | nomination |

#### Industriel
| Année | Catégorie                         | Pour                                   | Résultat   |
| ----- | --------------------------------- | -------------------------------------- | ---------- |
| 2013  | réalisateur de disques de l'année | Claude Bégin et Karim Ouellet pour Fox | nomination |

### Prix Juno[12]
| Année | Catégorie                    | Pour   | Résultat   |
| ----- | ---------------------------- | ------ | ---------- |
| 2014  | album francophone de l'année | Fox    | lauréat    |
| 2017  | album francophone de l'année | Trente | nomination |

### Autres prix
- 2009 : Finaliste au Festival international de la chanson de Granby
- 2011 : Finaliste aux Francouvertes
- 2011 : album pop de l'année pour Plume au Gala alternatif de la musique indépendante du Québec[13]
- 2012 : Révélation Radio-Canada 2012-2013[14]
- 2013 : prix Félix-Leclerc de la chanson
- 2014 : Prix Musique en continu au Gala de la SOCAN (chanson L'amour)[15]